# Моисеенко, Александр Николаевич
Александр Николаевич Моисеенко (11 декабря 2002) — российский тяжелоатлет. Призёр чемпионатов России 2023 и 2024 годов в категории до 67 кг. Мастер спорта России.

## Биография
Родился 11 декабря 2002 года. Проживает в городе Сочи Краснодарского края. На соревнованиях представляет Краснодарский край.
В декабре 2020 года присвоено звание звание "Мастер спорта России. Норматив был выполнен на чемпионате России в Грозном.
На чемпионате России по тяжёлой атлетике 2023 года, который состоялся в Новом Уренгое, Моисеенко стал бронзовым призёром чемпионата России. Общий вес на штанге по сумме двух упражнений — 278 килограммов.
В июле 2024 года на чемпионате России в Новосибирске завоевал бронзовую медаль в весовой категории до 67 кг с результатом 275 килограммов.

## Основные результаты
| Год  | Соревнования     | Место проведения | Весовая категория | Рывок, кг | Толчок, кг | Сумма, кг | Место |
| ---- | ---------------- | ---------------- | ----------------- | --------- | ---------- | --------- | ----- |
| 2023 | Чемпионат России | Новый Уренгой    | до 67 кг          | 120       | 158        | 278       | 3     |
| 2024 | Чемпионат России | Новосибирск      | до 67 кг          | 119       | 156        | 275       | 3     |